# Mark Hollis (lekkoatleta)
Mark Hollis (ur. 1 grudnia 1984) – amerykański lekkoatleta specjalizujący się w skoku o tyczce.
W 2015 stanął na najniższym stopniu podium igrzysk panamerykańskich w Toronto.
Złoty medalista mistrzostw Stanów Zjednoczonych.
Rekordy życiowe: stadion – 5,80 (16 lipca 2014, Naimette-Xhovémont); hala – 5,65 (8 lutego 2014, Blacksburg).

## Osiągnięcia
| Rok  | Impreza                   | Miejsce   | Lokata            | Wynik (m) |
| ---- | ------------------------- | --------- | ----------------- | --------- |
| 2011 | Mistrzostwa świata        | Daegu     | el. – 22. miejsce | 5,35      |
| 2014 | Puchar interkontynentalny | Marrakesz | 3. miejsce        | 5,55      |
| 2015 | Igrzyska panamerykańskie  | Toronto   | 3. miejsce        | 5,40      |